# George Samuel Clason
George Samuel Clason (sinh ngày 17 tháng 11 năm 1874 - mất ngày 7 tháng 4 năm 1957) hay còn biết đến với tên gọi George S. Clason là một doanh nhân, nhà văn người Mỹ, tên tuổi của ông thường được gắn liền với cuốn sách của ông Người giàu có nhất thành Babylon (The Richest Man in Babylon) được xuất bản lần đầu vào năm 1926.

## Thời thơ ấu và giáo dục
George Samuel Clason sinh tại Louisiana, bang Missouri, Mỹ. Ông tốt nghiệp trường Đại học Nebraska, sau đó phục vụ trong quân đội Hoa Kỳ suốt cuộc chiến tranh Mỹ-Tây Ban Nha. Ông là một doanh nhân thành đạt và là người có công thành lập công ty bản đồ Clason ở Denver, bang Colorado, Mỹ. Công ty này xuất bản tập bản đồ đường bộ đầu tiên của nước Mỹ và Canada.

## Sự nghiệp
Clason đã bắt đầu với hai công ty, Clason Map và Clason Publishing. Công ty Clason Map đã xuất bản lần đầu tiên bản đồ giao thông của Hoa Kỳ và Canada, nhưng đã phá sản trong thời kỳ Đại khủng hoảng.
Năm 1926, ông xuất bản tập sách đầu tiên mở đầu cho một loạt các tập truyện ngắn nổi tiếng viết về cách thức tiết kiệm, và làm sao để đạt được các thành công tài chính. Ông đã xuất sắc vận dụng các câu chuyện dụ ngôn của thời kì Babylon cổ để minh họa cho những vấn đề mà ông đưa ra. Những tập sách này đã được phổ biến với một số lượng lớn nhờ vào sự hỗ trợ của các ngân hàng và các công ty bảo hiểm trên toàn thế giới.
Nhiều nhà triệu phú, nhà kinh doanh lớn hay người buôn bán nhỏ nào trên thế giới đều biết đến hoặc sở hữu trong tay những quyển sách đặc biệt này. Trong số đó, quyển sách nổi tiếng nhất có tựa đề "Người giàu có nhất thành Babylon" đã trở thành một tác phẩm kinh điển đầy hứng khởi cho giới kinh doanh ngày nay. Ông được cho là tác giả của câu thành ngữ, "Pay yourself first" ("trả tiền cho bản thân trước").

## Đời tư
Clason đã kết hôn 2 lần, lần đầu với Ann Venable và lần hai với Anna Burt. Ông đã mất ở  Napa, California và được chôn tại Nghĩa trang quốc gia Cổng Vàng ở hạt San Mateo, California.